# Kate Bornstein
Kate Bornstein (Neptune, 15 de março de 1948) é uma escritora, atriz, e artista transgênero não-binária estado-unidense. de ascendência judaica.

## Biografia
Kate Bornstein nasceu em Neptune, estado de Nova Jersey, Estados Unidos. Estudou artes cênicas com John Emigh e Jim Barnhill, na Brown University (vindo a formar-se em 1969). Kate Bornstein morou em San Francisco e Seattle, onde trabalhou como escritora profissional, tendo recebido reconhecimento internacional por seus escritos sobre pesquisas de gênero e Teoria queer. Como atriz, atuou em várias peças teatrais. Em 1986, passou por uma cirurgia de adequação de gênero. Presentemente, ela vive com sua companheira Barbara Carrellas, na cidade de Nova York.

## Livros
- Gender Outlaw: On Men, Women, and the Rest of Us 1994, ISBN 0-679-75701-5
- Nearly Roadkill: An Infobahn Erotic Adventure (gemeinsam mit Caitlin Sullivan), 1996, ISBN 1-85242-418-4
- My Gender Workbook: How to Become a Real Man, a Real Woman, the Real You, or Something Else Entirely 1997, ISBN 0-415-91673-9 ; ISBN 0-415-91672-0
- Hello Cruel World: 101 Alternatives to Suicide for Teens, Freaks and Other Outlaws, 2006, ISBN 1-58322-720-2
- Gender Outlaws: The Next Generation, obra coeditada com S. Bear Bergman, 2010, ISBN 9781580053082

## Atuação no teatro
- Kate Bornstein Is a Queer and Pleasant Danger
- The Opposite Sex Is Neither
- Virtually Yours
- Hidden: A Gender
- Strangers in Paradox
- y2kate: gender virus 2000
- Hard Candy